# П'ята

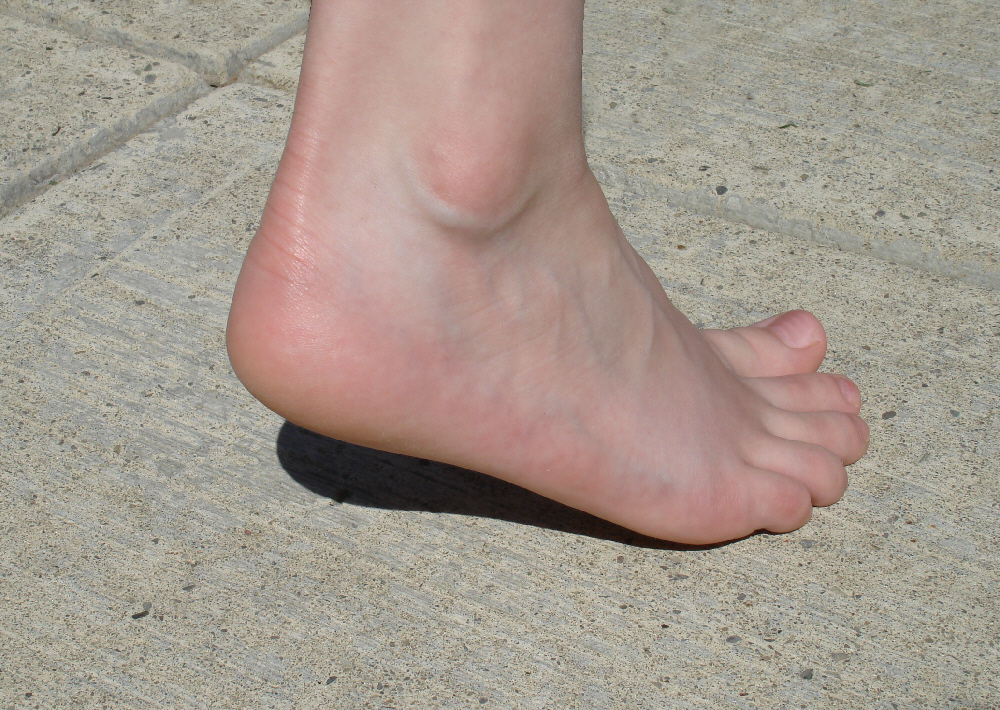
П'ятка людини

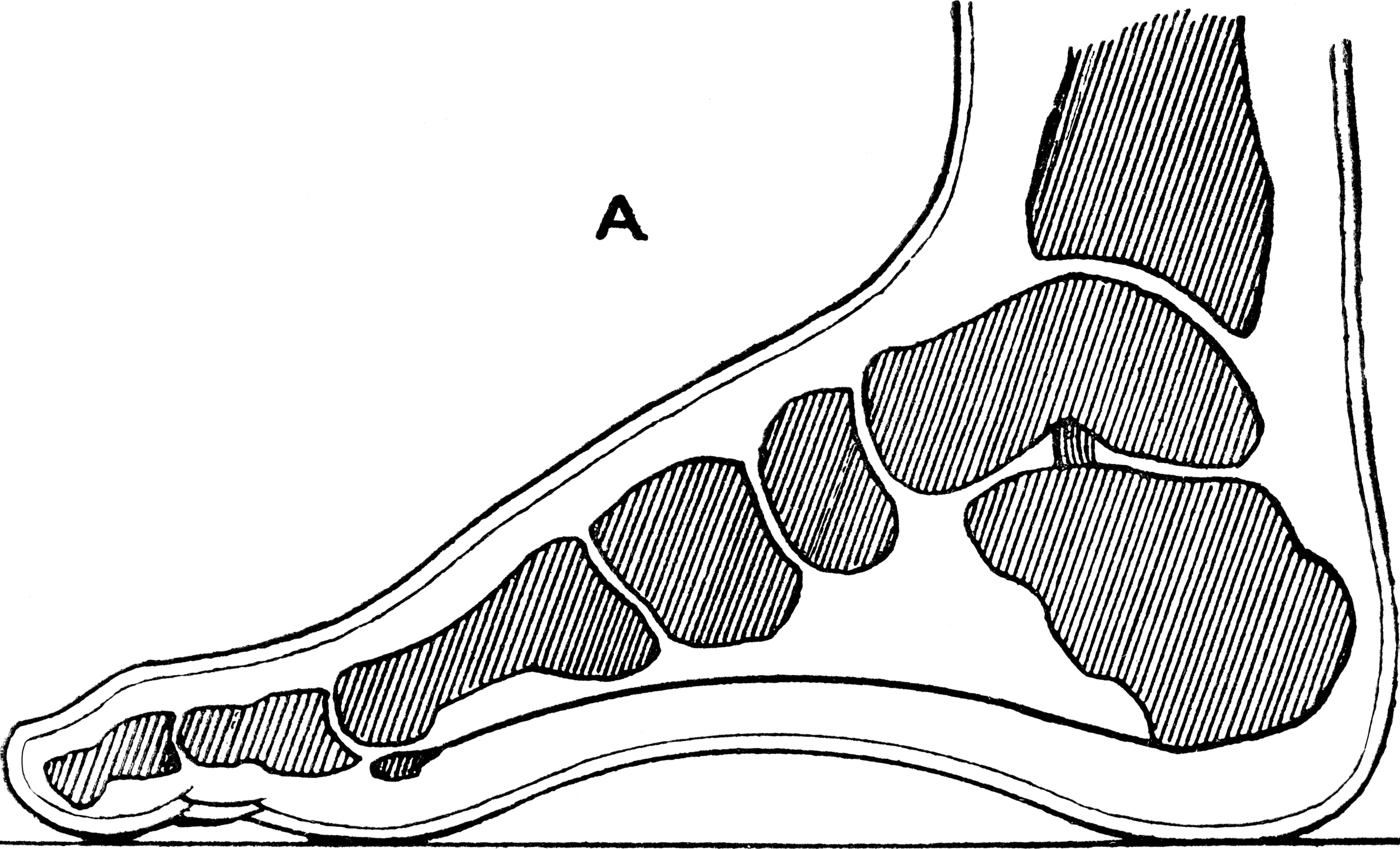
Сагітальний розріз через ногу

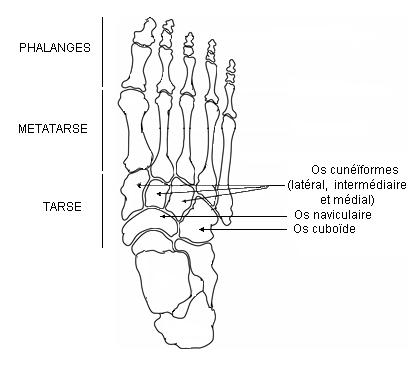
Вид на скелет стопи зверху

П'ята́, або п'я́тка — опукла ділянка, розташована на задній стороні стопи. Складається з п'яткової кістки (лат. Calcaneus) та розташованих на ній жирових тканин і шкіри. Від п'ятки відходить ахіллове сухожилля (лат. Tendo calcaneus), обабіч якого шкіра утворює невеликі западини.

## П'ятка людської ноги
Через прямоходіння людська п'ятка має набагато важливішу функцію, ніж бути просто важелем для ахіллового сухожилля, тому її форма вельми специфічна. Ходіння людини можливе завдяки координації п'яти і передньої частини ступні. Середина п'яти є продовженням осі гомілки та залежно від ходи відхиляється назовні або всередину.

## Цікаві факти
- Спринтерські якості спортсмена залежать від довжини його п'яти[1]